# Anomi (film)
 Denne artikel omhandler den danske film Anomi. For det sociologiske begreb, se Anomi.
Anomi er en eksperimentalfilm instrueret af Poul Goldschadt efter eget manuskript.

## Handling
En ung mands vågnende erkendelse af sin fremmedgjorthed og den efterfølgende ANOMISKE rædsel, hans reaktion mod forældre og institutionernes autoritet, individets dannelse/omdannelse under samfundets helliggørelse af produktionsforholdene, det borgerlige subjekts opløsning i varecirkulationens dominans, transformationen: Borgerlig til proletarisk identitet... osv.